# Casimiro de Abreu
Casimiro José Marques de Abreu (Barra de São João, 4 gennaio 1839 – Nova Friburgo, 18 ottobre 1860) è stato un poeta brasiliano.
Nato in Brasile, da padre portoghese e madre brasiliana, fu però costretto dal padre a trasferirsi a Lisbona, dove lavorò in una compagnia commerciale e finanziaria. Morì di tubercolosi a soli 21 anni.
Divenne celebre per le accorate liriche nostalgiche della raccolta Primaveras e fu uno dei poeti romantici più popolari nella sua terra per la freschezza dell'immaginazione e la semplicità toccante dei temi.

## Opere
- Camões e o Jau (Camões e il giavanese) (1856)
- Primaveras (Le primavere) (1859)